# José Luis Morales Martín
José Luis Morales Martín (Madrid, 2 agosto 1973) è un ex calciatore spagnolo, di ruolo attaccante.